# 크리스탈 바이올렛
크리스탈 바이올렛(crystal violet, gentian violet, methyl violet 10B, hexamethyl pararosaniline chloride)은 조직학적 염색 및 박테리아 분류를 위한 그람 염색에 사용되는 트리아릴메탄 염료이다. 크리스탈 바이올렛은 항균, 항진균 구충제, 살충제 특성을 가지고 있으며, 이전에는 국소 방부제로 사용되기도 했다. 이와 같은 크리스탈 바이올렛의 의학적 사용은 세계 보건 기구에 여전히 등재되어 있지만, 보다 현대적인 약물로 대체되었다.
젠티안 바이올렛(gentian violet)이라는 이름은 원래 메틸 파라로사닐린 염료(methyl pararosaniline, 메틸 바이올렛의 혼합물)에 사용되었지만 지금은 종종 크리스탈 바이올렛의 동의어로 간주된다. 특정 용담 꽃이나 제비꽃 같은 색을 나타내지만, 이로부터 나온 색은 아니다.

## 생산
크리스탈 바이올렛을 제조하기 위해서는 여러 방법이 있다. 독일 화학자 Kern과 Caro가 개발한 원래 절차는 4,4′-bis(dimethylamino)benzophenone(Michler's ketone)을 중간체로 제공하기 위해 디메틸아닐린과 포스겐의 반응을 포함했다. 이것은 옥시염화인 및 염산의 존재 하에 추가적인 디메틸아닐린과 반응하였다.
크리스탈 바이올렛의 염료는 포름알데히드와 디메틸아닐린을 축합하여 류코 염료를 얻는 방법도 있다.
CH2O + 3C6H5N(CH3)2 → CH(C6H4N(CH3)2)3 + H2O
이 무색 화합물은 착색된 양이온 형태로 산화된다.
CH(C6H4N(CH3)2)3 + HCl + 1⁄2O2 → [C(C6H4N(CH3)2)3]Cl + H2O

## 염료 색상
물에 용해되면 염료는 최대 흡광도가 590nm, 87,000M -1cm -1의 흡광 계수를 가지며, 청자색을 띠게 된다. 염료의 색상은 용액의 산도에 따라 다르다. +1.0의 pH에서 염료는 420-620nm에서 최대 흡수를 갖는 녹색이다. 강한 산성 용액(pH -1.0)에서 염료는 노란색이며 최대 흡수는 420nm이다.
다른 색상은 염료 분자의 다른 전하 상태의 결과이다. 노란색 형태에서 3개의 질소 원자는 모두 양전하를 띠며 그 중 2개는 양성자화 되며 녹색은 2개의 질소 원자가 양전하를 띠는 염료 형태에 해당한다. 중성 pH에서 두 개의 여분의 양성자는 용액으로 손실되어 질소 원자 중 하나만 양전하를 띠게 된다. 두 양성자의 손실에 대한 pKa는 약 1.15와 1.8이다.
알칼리 용액에서 친핵성 하이드록실 이온은 친 전자성 중심 탄소를 공격하여 염료의 무색 트리페닐 메탄올 또는 카르비놀 형태를 생성한다. 일부 트리페닐메탄올은 질소 원자의 양전하가 물 분자의 친핵성 공격을 허용하는 중심 탄소의 친전자성 특성을 향상시킬 때, 매우 산성인 조건에서도 이 효과는 노란색을 약간 흐리게 만든다.

## 활용

### 비의료분야

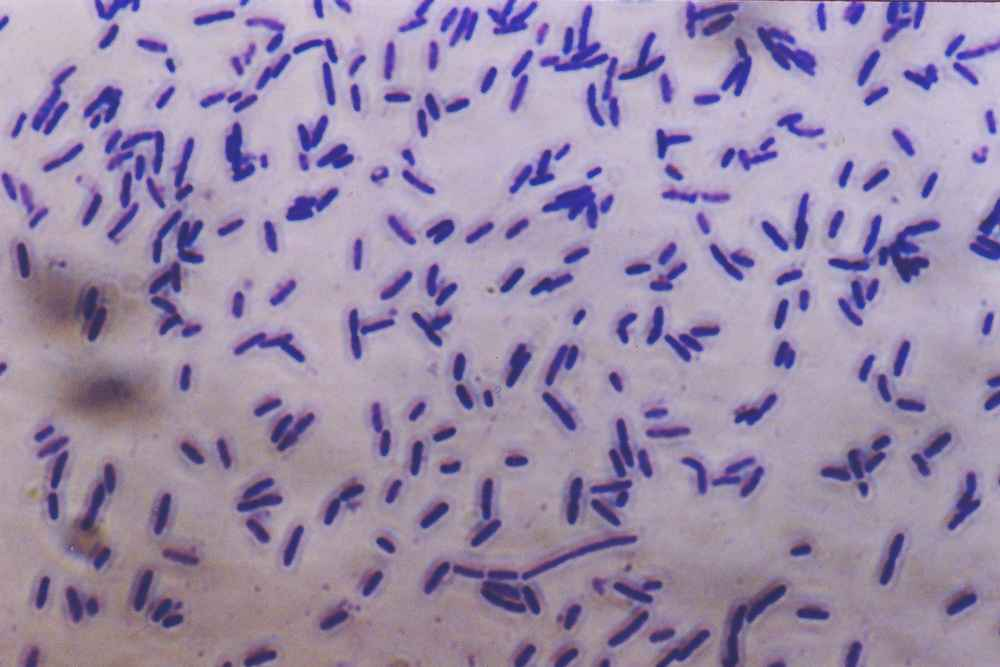
크리스탈 바이올렛으로 염색된 박테리아

크리스탈 바이올렛은 섬유 및 종이 염료로 사용되며 인쇄, 볼펜 및 잉크젯 프린터에 사용되는 남색 및 검정 잉크의 구성 요소이다. 비료, 부동액, 세제, 가죽 등 다양한 제품의 착색에 사용되기도 한다.
염료는 특히 박테리아를 분류하기 위한 그람 염색에서 조직학적 염색으로 사용된다.
DNA 겔 전기영동을 수행할 때 크리스탈 바이올렛은 브로민화 에티듐 와 같은 형광, 삽입 염료의 대안으로 무독성 DNA 염색제로 사용할 수 있다. 이러한 방식으로 사용하면 아가로스 겔에 혼입하거나 전기영동 과정이 완료된 후 적용할 수 있다. 0.001% 농도로 사용하고 30분 동안 전기영동 후 겔을 염색하면 16ng까지 검출할 수 있다. 메틸오렌지 대조염색과 보다 복잡한 염색법을 통해 감도를 8ng까지 향상시킬 수 있다. 크리스탈 바이올렛이 형광성 염색의 대안으로 사용되는 경우 자외선 조명을 사용할 필요가 없다. 이것은 시험관 내에서 DNA 복제를 수행할 때 UV 유발 DNA 파괴를 피하기 위한 수단으로 크리스탈 바이올렛을 대중적으로 만들었다.
생물 의학 연구에서 크리스탈 바이올렛은 부착 세포의 핵을 염색하는 데 사용할 수 있다. 이 응용 분야에서 크리스탈 바이올렛은 삽입 염료로 작용하여 세포 수에 비례하는 DNA 정량을 가능하게 한다.
법의학에서 크리스탈 바이올렛은 지문을 개발하는 데 사용되었다. 크리스탈 바이올렛은 또한 광학 현미경에서 염색약으로 사용된다. 실험실에서 크리스탈 바이올렛과 포르말린이 포함된 용액은 조직 배양에서 자란 세포를 동시에 고정하고 염색하여 보존하고 쉽게 볼 수 있도록 하는 데 자주 사용된다. 대부분의 세포는 무색이기 때문이다. 또한 실험용 쥐에 식별 표시를 하는 저렴한 방법으로 사용되기도 한다. 많은 실험용 쥐가 알비노이기 때문에 크리스탈 바이올렛의 보라색은 몇 주 동안 모피에 남아 있는다.
피어싱에서는 일반적으로 표면 피어싱을 포함하여 피어싱 위치를 표시하는 데 사용된다.
금속 가공에서 조각을 표시하는데 사용되는 파란색 표시는 메틸화 주정(methylated spirits), 셸락, 젠티안 바이올렛(gentian violet)으로 구성된다.

### 의료
젠티안 바이올렛은 항균, 항진균, 항구충, 항트리파노좀, 항혈관신생,  항종양 특성을 가지고 있다. 이러한 의학적 특성은 치과에 사용되며 "피옥타닌"(또는 "피옥타닌")으로도 알려져 있다. 일반적으로 다음 용도로 사용된다.
- 수술 준비 및 알레르기 테스트를 위한 피부 표시
- 아구창, 효모 감염, 다양한 유형의 백선(백선, 무좀, 족저근막염 등), 칸디다 알비칸스 및 관련 진균 감염 치료
- 농가진 치료. 항생제가 출현하기 전에 주로 사용되었지만 여전히 페니실린에 알레르기가 있는 사람에게 유용하다.

자원이 제한된 환경에서 젠티안 바이올렛은 화상 상처, 신생아기의 탯줄을 자르고 남은 그루터기의 염증(배꼽염), HIV 감염 환자의 구강 칸디다증,홍역,어린이의 구강 궤양을 관리하는 데 사용된다.

### 수의사
항미생물 특성 때문에 물고기의 담수백점충을 치료하는 데 사용된다. 그러나 일반적으로 식용을 목적으로 하는 생선에 사용하는 것은 불법이다.

### 생물학 연구
크리스탈 바이올렛은 SDS-PAGE로 분리된 단백질 염색에서 쿠마시 블릴리언트 블루(CBB)의 대안으로 사용할 수 있으며, 보고된 바에 따르면 CBB에 비해 5배 향상된 감도를 보여준다.

## 역사

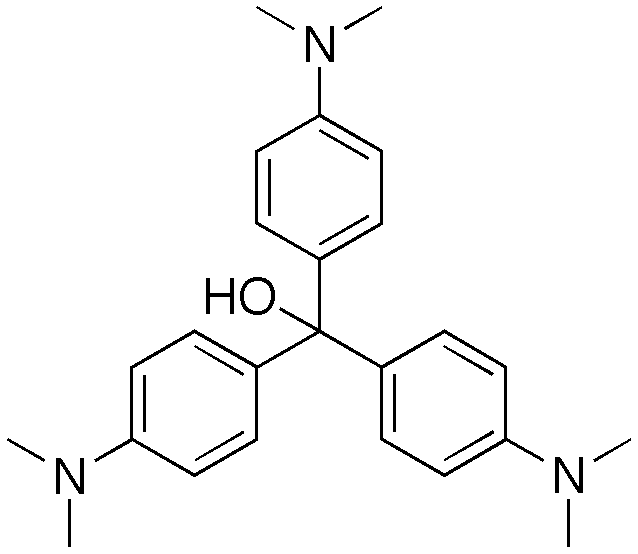
크리스탈 바이올렛 염기(메틸로사닐리드, 트리스[4-(디메틸아미노)페닐]메탄올, C _{25} H _{31} N _{3} O)

### 합성
크리스탈 바이올렛은 1861년 샤를 로트가 처음 합성한 염료인 메틸 바이올렛의 성분 중 하나이다. 1866년부터 메틸 바이올렛은 생드니에 기반을 둔 Poirrier et Chappat 사에서 제조하여 "Violet de Paris"라는 이름으로 판매되었다. 그것은 tetra-, penta-, hexamethylated pararosanilines의 혼합물이었다.
크리스탈 바이올렛 자체는 1883년 바젤의 Bindschedler and Busch 회사에서 일하는 Alfred Kern(1850-1893)에 의해 처음 합성되었다. 고독성 포스겐을 사용하는 어려운 합성을 최적화하기 위해 Kern은 BASF의 독일 화학자 Heinrich Caro와 협력 관계를 맺었다. Kern은 또한 디메틸 아닐린보다 디에틸아닐린으로 시작하여 현재 CI 42600 또는 CI 베이직 바이올렛 4로 알려진 밀접하게 관련된 바이올렛 염료를 합성할 수 있음을 발견했다.

### 젠티안 바이올렛
젠티안 바이올렛, 또는 용담 바이올렛(독일어로 Gentianaviolett)이라는 이름은 1880년 라이프치히에서 조직학용 염색 시약 판매를 전문으로 하는 회사를 시작한 독일 약사 Georg Grübler에 의해 도입된 것으로 생각된다. Grübler가 판매하는 용담 보라색은 아마도 메틸화된 파라로사닐린 염료의 혼합물을 포함했을 것이다. 이 염색법은 대중적인 것으로 판명되었으며 1884년 그람이 박테리아를 염색하는 데 사용했다. 그는 아닐린-용담 보라색 혼합물에 대해 에를리히의 공로를 인정했다. Grübler의 젠티안 바이올렛은 1875년 Victor André Cornil이 염색에 사용한 Lauth의 메틸 바이올렛과 동일하지는 않더라도 매우 유사했을 것이다.
젠티안 바이올렛이라는 이름은 조직학적 염색에 계속 사용되었지만 염료 및 섬유 산업에서는 그 이름이 사용되지 않았다. 염색의 구성은 정의되지 않았으며 공급 업체마다 다른 혼합물을 사용했다. 1922년에 생물학적 염색 위원회(Biological Stain Commission)는 Harold Conn이 의장이 되는 위원회를 임명하여 다양한 상업 제품의 적합성을 조사했다. 그의 책 Biological Stains 에서 Conn은 젠티안 바이올렛을 "제비꽃 rosanilins 의 잘못 정의된 혼합물"로 설명한다.
독일의 안과의사 Jakob Stilling은 젠티안 바이올렛의 살균 특성을 발견한 것으로 알려져 있다. 그는 1890년에 그가 "pyoktanin"이라고 명명한 용액의 살균 효과에 대한 논문을 출판했는데, 이것은 아마도 용담 보라색과 유사한 아닐린 염료의 혼합물이었을 것이다. 그는 방부제로 "Pyoktanin caeruleum"을 판매하기 위해 E. Merck & Co.와 협력 관계를 설정했다.
1902년 Drigalski와 Conradi는 크리스탈 바이올렛이 많은 박테리아의 성장을 억제했지만 그람 음성균인 Bacillus coli(Escherichia coli)와 Bacillus typhi(살모넬라 티피, Salmonella typhi)에는 거의 영향을 미치지 않는다는 것을 발견했다. 다양한 박테리아 균주에 대한 Grübler의 젠티안 바이올렛 효과에 대한 훨씬 더 자세한 연구는 John Churchman이 1912년에 발표했다. 그는 대부분의 그람 양성균(오염된)이 염료에 민감한 반면 대부분의 그람 음성균(오염되지 않은)은 그렇지 않다는 것을 발견하고 염료가 살균제 보다는 정균제로 작용하는 경향이 있음을 관찰했다.

#### 지침
쥐를 대상으로 한 한 연구에서는 여러 다른 장기 부위에서 용량 관련 발암 가능성을 보여주었다. 미국 식품의약국 (FDA)은 젠티안 바이올렛이 동물 사료에 사용하기에 안전한 것으로 적절한 과학적 데이터에 의해 입증되지 않았다고 결정했다. 동물 사료에 젠티안 바이올렛을 사용하면 사료가 변질되고 미국 연방 식품, 의약품 및 화장품법 에 위배된다. 2007년 6월 28일 FDA는 중국산 양식 해산물에 대해 "수입 경고(import alert)"를 발표했는데, 이는 용담제비꽃을 비롯한 승인되지 않은 항균제가 제품에서 지속적으로 발견되었기 때문이다. FDA 보고서에 적힌 내용은 다음과 같다.
"MG(말라카이트 그린)와 마찬가지로 CV(크리스탈 바이올렛)는 물에 노출되면 물고기 조직에 쉽게 흡수되며 물고기에 의해 대사적으로 류코 부분인 류코크리스탈 바이올렛(leucocrystal violet, LCV)으로 환원된다. National Toxicology Program의 여러 연구에서 설치류에서 크리스탈 바이올렛의 발암 및 돌연변이 유발 효과가 보고되었다. 류코 형태는 마우스에서 신장, 간, 폐의 종양을 유발한다."
캐나다 보건부(Health Canada)는 최근 젠티안 바이올렛을 사용하는 의료 기기가 사용하기에 안전하지만 동물을 포함하여 젠티안 바이올렛을 포함하는 모든 의약품의 사용을 중단할 것을 권장하여 캐나다 공과 대학에서 이 염료의 사용을 재검토하도록 했다.

## 대중문화 속에서
Catch-22 에서 의료진은 만병통치약으로 발과 잇몸에 젠티안 바이올렛을 사용하는 것으로 묘사된다. 이것은 성병의 확산을 방지하기 위해 또 다른 밝은 보라색 화합물인 과망간산칼륨으로 미군의 방광과 요도를 관개하는 제1차 세계 대전 관행에서 영감을 받은 것일 수 있다.
행잉록에서의 소풍이라는 소설(Picnic at Hanging Rock)에서 고아 사라는 한때 '내 머리를 용담비로 칠한 고아원 원모에게 어떻게 벌을 받았는지 이야기한다.
캐나다의 공학도 학생들은 젠티안 바이올렛을 사용하여 피부와 재킷을 염색한다. 이 전통은 보일러실에서 수많은 날을 보낸 후 보라색 완장으로 피부를 염색한 해군 엔지니어를 기리기 위해 시작된 전통이다. 또 다른 이야기는 보라색이 배의 침몰을 지연시키기 위해 뒤에 머물렀던 타이타닉호 엔지니어의 색이었다는 것이다.

## 같이 보기
- 플루오레세인
- 프러시안 블루
- 이집션 블루
- 메틸렌 블루
- 페로시안화 칼륨
- 페리시안화 칼륨